# Pae’ore
Pour les articles homonymes, voir More.
 (novembre 2023).
Si vous disposez d'ouvrages ou d'articles de référence ou si vous connaissez des sites web de qualité traitant du thème abordé ici, merci de compléter l'article en donnant les références utiles à sa vérifiabilité et en les liant à la section « Notes et références ».
Le pae’ore [pɛ?oRe], aussi orthographié en tahitien paeòre ou incorrectement paeore, est une variété de pandanus sans épines, dont les feuilles sont utilisées pour le tressage et constituées en rouleaux pour fabriquer des supports utilisés dans la confections de costumes de danse tahitienne.